# 富陽区
富陽区（ふよう-く）は中華人民共和国浙江省杭州市に位置する市轄区。

## 歴史
前221年、秦朝は現在の富陽・建徳・桐廬を含む地域に富春県を設置した。9年（始建国元年）、新朝を建てた王莽により誅歳県と改称されたが、後漢になると再び富春県に戻された。225年（黄武4年）、呉は富春県の一部に建徳県・新昌県を、翌年には新登県を設置した。394年（太元19年）、東晋は簡文帝の生母宣太后の諱が鄭阿春であったことより、同字を避諱して富陽県と改称した。
589年（開皇9年）、隋朝は富陽県を銭唐県に編入したが、607年（大業3年）に再設置、1960年8月にも桐廬県に編入されたが翌年12月に再置された。1961年12月に桐廬県の旧新登県管轄地域が富陽県に移管された。
1994年1月18日、県級市の富陽市に改編され、2014年12月13日、市轄区の富陽区に改編された。

## 行政区画

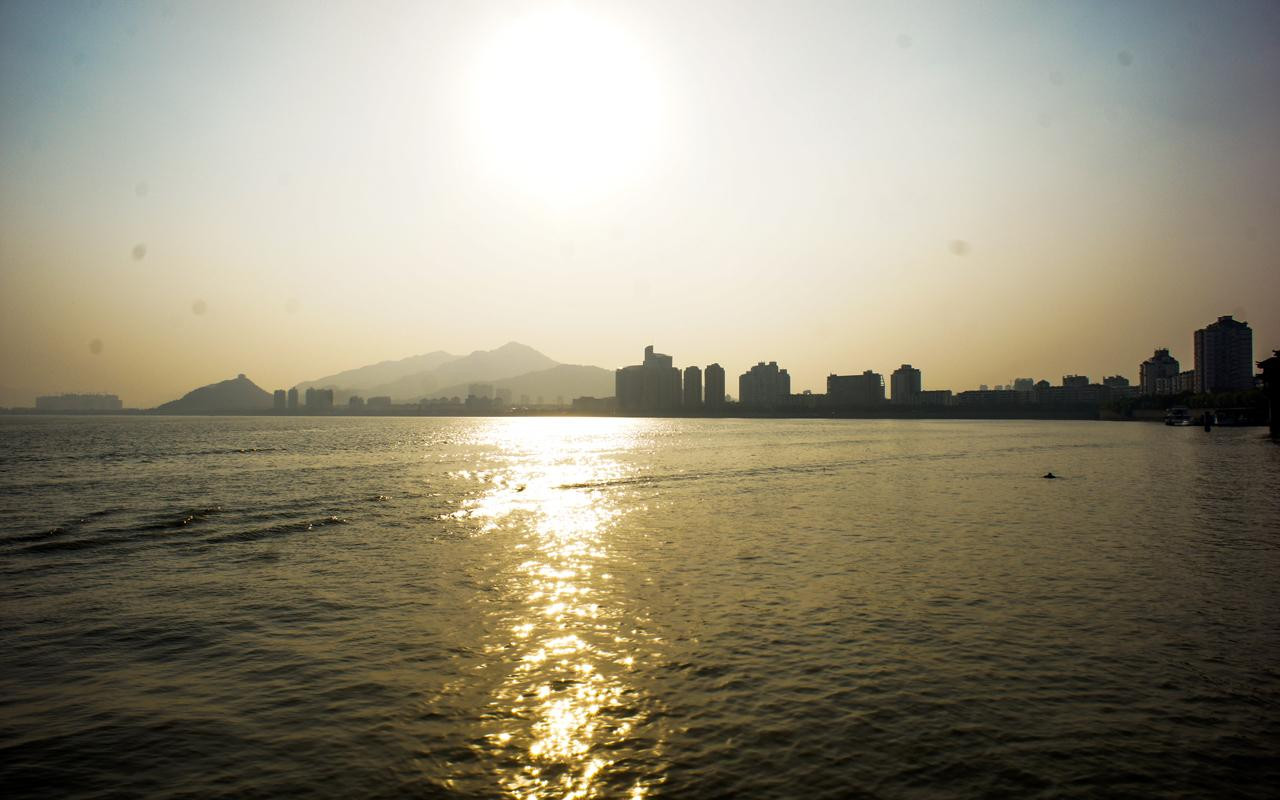
市街地を流れる富春江

- 街道：富春街道、春江街道、鹿山街道、東洲街道、銀湖街道
- 鎮：万市鎮、洞橋鎮、淥渚鎮、永昌鎮、里山鎮、常緑鎮、場口鎮、常安鎮、竜門鎮、新登鎮、胥口鎮、大源鎮、霊橋鎮
- 郷：新桐郷、上官郷、環山郷、湖源郷、春建郷、漁山郷

## 交通

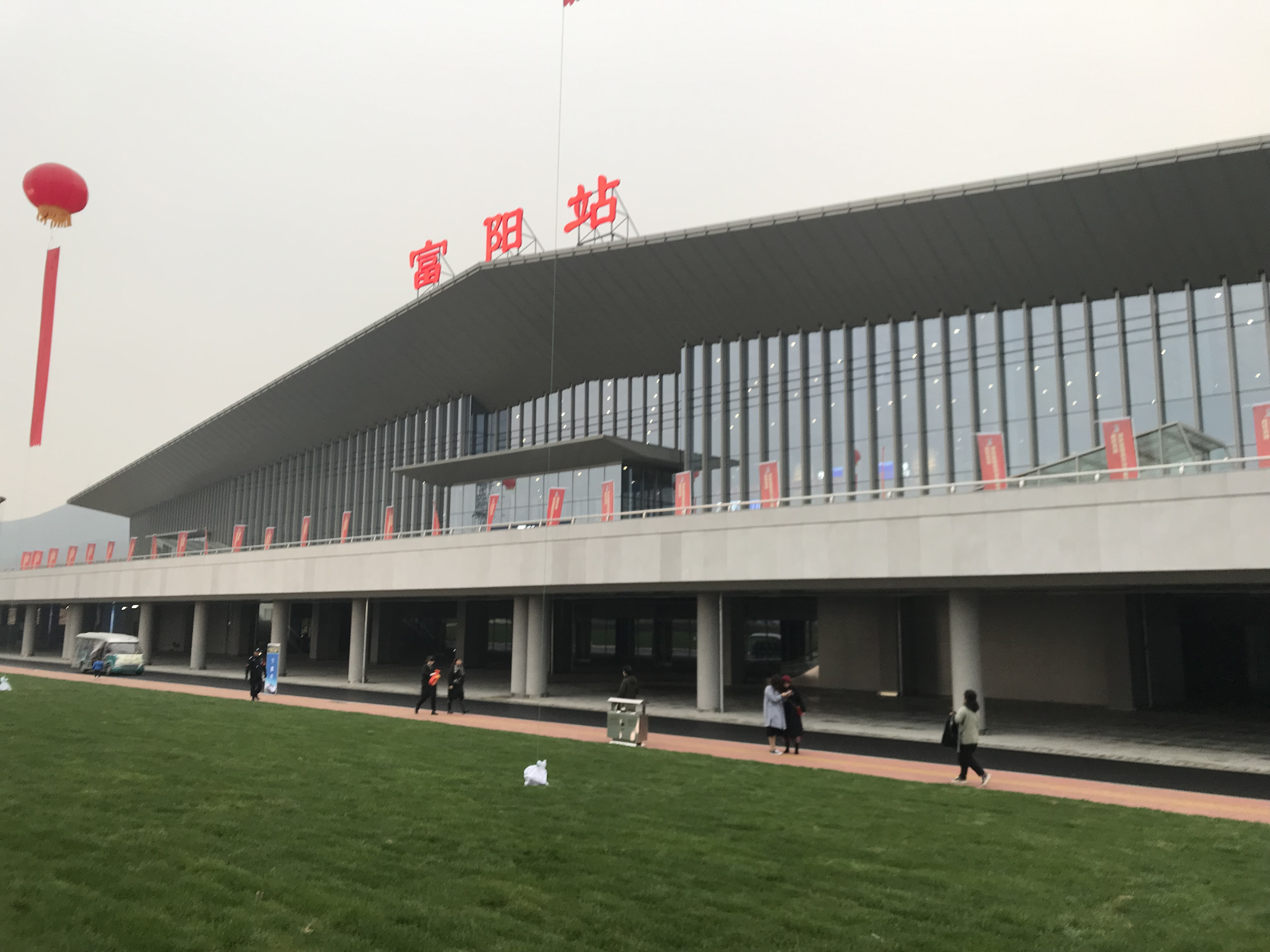
富陽駅

### 鉄道
- 中国鉄路総公司
  - 杭黄旅客専用線

（黄山方面）- 富陽駅 -（杭州方面）

### 道路
- 高速道路
  - 長深高速道路
- 国道
  - G320国道